# Napoleon Murphy Brock

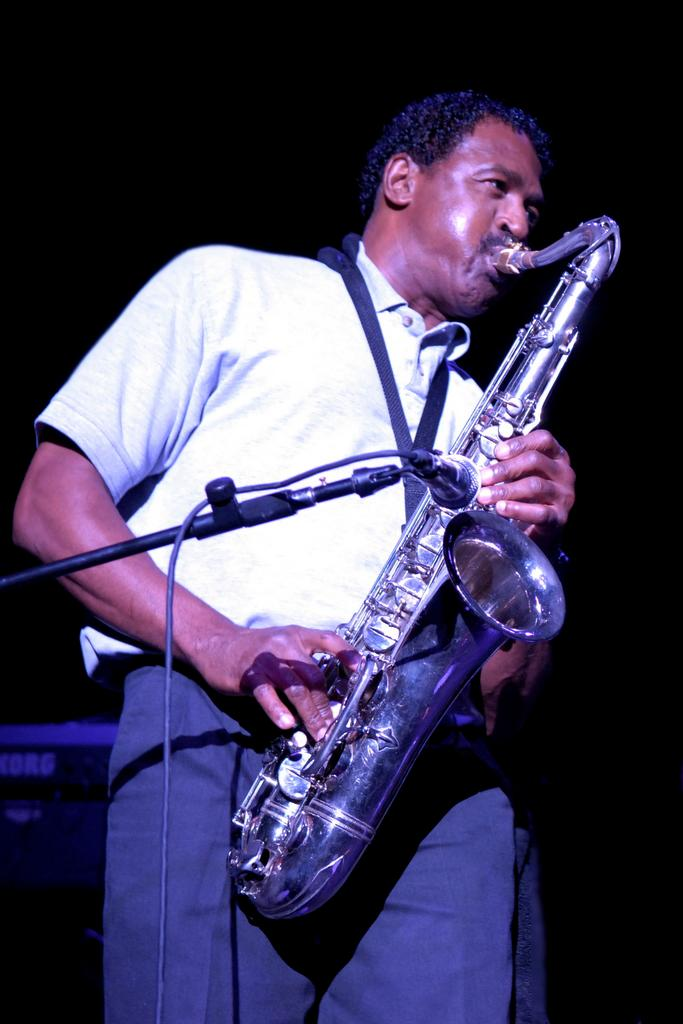
Napoleon Murphy Brock (2006)

Napoleon Murphy Brock (* 23. April 1943) ist ein amerikanischer Sänger, Saxophonist und Flötist, der in den 1970er-Jahren durch seine Zusammenarbeit mit Frank Zappa bekannt wurde.

## Leben
2003 veröffentlichte Brock das Album Balls und tourte mit der Zappa-Covergruppe Project Object. Im Jahr 2006 war er mit Frank Zappas Sohn Dweezil und dem Projekt Zappa plays Zappa in Europa auf Tournee. Bei den 51. Grammy Awards 2009 wurde er für seine Interpretation der Zappa-Komposition Peaches en Regalia gemeinsam mit dem Zappa-plays-Zappa-Projekt in der Kategorie „Beste Darbietung eines Rock-Instrumentals“ mit einem Grammy ausgezeichnet. 2009 trat er auf der Zappanale in Bad Doberan zusammen mit der Zappa-Coverband Sheik Yerbouti auf. 2015 tourte er mit der deutschen Zappa-Coverband Grandsheiks durch Deutschland und spielte 2022 mit der deutschen Zappa-Coverband FrankOut. Zudem tritt er regelmäßig wie zuletzt 2024 in der Philharmonie Essen mit Musikern der Band stefan huefner's ¡ZAPPATA! auf, ein Projekt, das sich den Bearbeitungen der Musik Zappas durch den Komponisten Stefan Hüfner widmet. Zudem hält Brock inzwischen Vorträge über seine Zeit mit Frank Zappa an Musikhochschulen.  